# Albertsbach
Der Albertsbach ist ein Fließgewässer im oberbayerischen Landkreis Miesbach, der westlich von Kreuth von rechts in den Tegernsee-Zufluss Weißach mündet. In den Gräben wird Canyoning betrieben.

## Geographie

### Verlauf
Der Albertsbach entsteht an den Nordhängen der Blaubergkette zwischen Reitstein und Platteneck. Dort bilden die Zuflüsse des Albertsbachs ein System von zahlreichen Gräben, die sich schluchtartig nach Norden ziehen, bis der Albertsbach schließlich bei Trifthütte von rechts in die Weißach mündet. In einem der Gräben, im sogenannten Totengraben, befindet sich eine verfallene Triftklause. Dieser geschützte Bereich bildet das Naturwaldreservat Totengraben.

### Zuflüsse
Hierarchische Liste, jeweils vom Ursprung zur Mündung.
Auswahl.
- Totengraben, rechter Oberlauf von Südsüdweasten
  - Gröbgraben, von rechts
  - Kirchwandgraben, von rechts
- Bodigberghüttengraben, linker Oberlauf von Westsüdwesten
- Plattengraben, von rechts und Südwesten
- Karlhüttengraben, von rechts und Ostsüdosten
- Urberggraben, von links und Südwesten